# 속노랑고구마
속노랑고구마는 속이 노란 고구마로, 한국 강화도의 특산품이다. 호박고구마와 같은 점질 고구마로, 황토와 마사가 적당히 섞인 강화도 흙에서 바닷바람을 맞고 자라 다른 지역의 호박고구마보다 달콤하다. "속노랑고구마"라는 이름은 강화도 주민들과 소비자들이 오랫동안 쓰던 이름이며, 1998년 5월 강화 속노랑고구마 작목반이 "속노랑고구마" 브랜드를 상품화하면서 공식 이름으로 자리잡았다.

## 사진

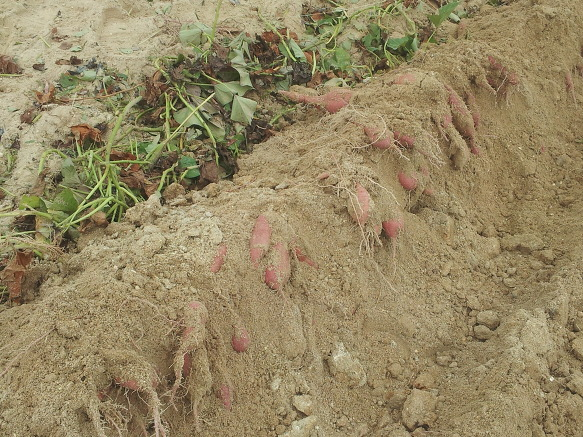
수확 중인 속노랑고구마
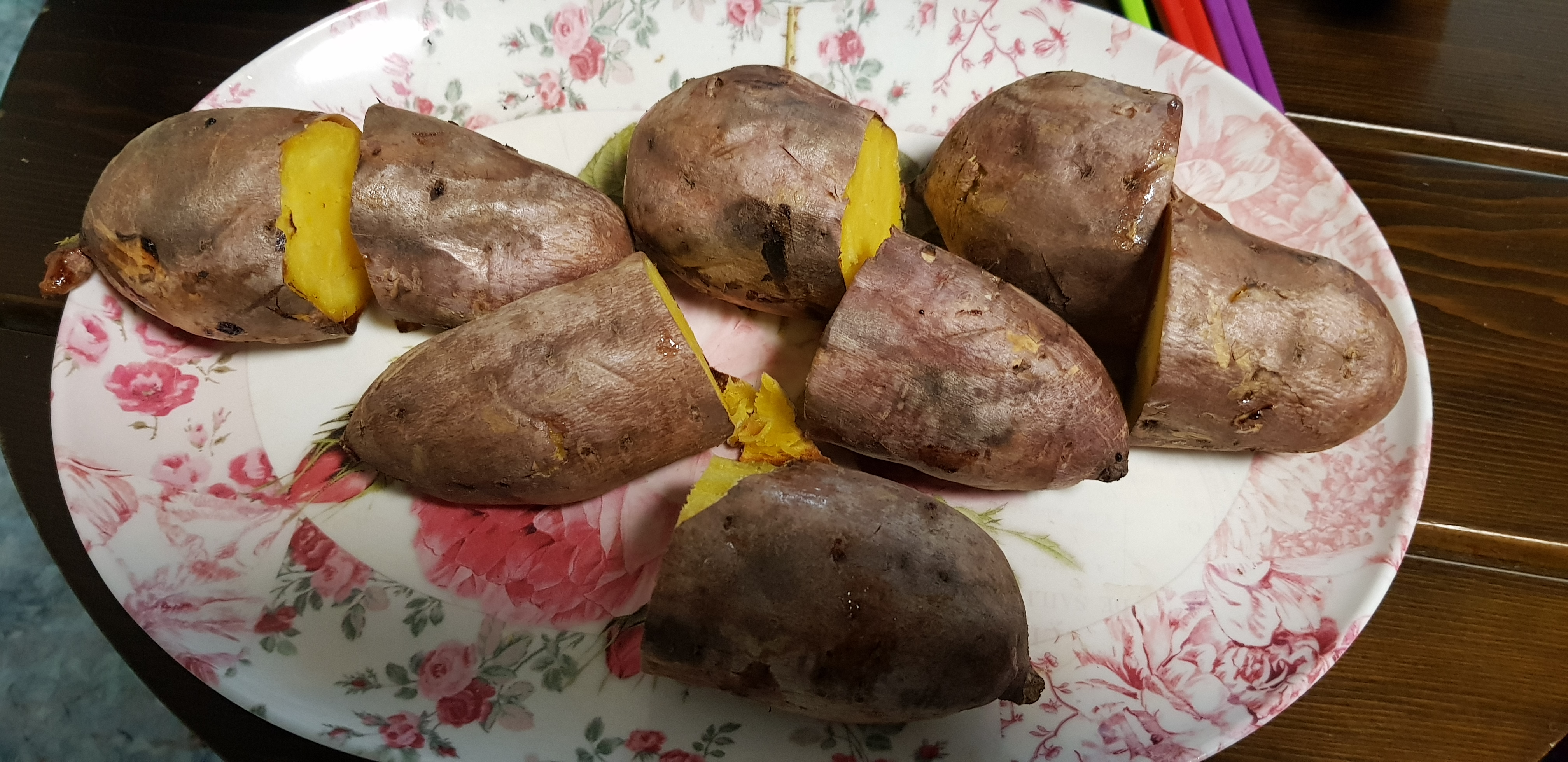
군고구마

## 같이 보기
- 호박고구마